# Heibos SV
K. Heibos SV is een Belgische voetbalclub uit Kalmthout. De club is aangesloten bij de KBVB met stamnummer 5628 en heeft paars en groen als kleuren. Heibos speelde zijn hele bestaan in de provinciale reeksen.

## Geschiedenis
Heibos SV werd opgericht in 1952 en sloot zich aan bij de Belgische Voetbalbond. Men ging er in 1953 van start in Derde Provinciale.
Heibos SV bleef in Derde Provinciale spelen tot men in de tweede helft van de jaren 60 een succesvolle periode kende. In 1967 behaalde men de titel in Derde Provinciale en promoveerde de club naar Tweede Provinciale. In 1972 behaalde men ook daar de titel en zo steeg men verder naar Eerste Provinciale. Heibos kon twee seizoenen op het hoogste provinciale niveau blijven, maar halverwege de jaren 70 volgde een snelle terugval. In 1974 zakte men na twee jaar Eerste Provinciale terug naar Tweede Provinciale. Ook de volgende twee seizoenen degradeerde Heibos, zodat men in 1976 in Vierde Provinciale, het allerlaagste niveau, was beland.
In 1978 kon Heibos nog even terugkeren in Derde, maar in 1981 zakte men na drie seizoenen weer naar Vierde Provinciale, waar men de volgende decennia bleef spelen. Pas in 2000 wist Heibos nog eens een promotie naar Derde Provinciale af te dwingen. De volgende jaren zou de club in Derde en Vierde Provinciale blijven spelen. 
In 2019 werd de bouw van een nieuwe kantine voltooid.
In het seizoen 2023/24 werden zowel de eerste ploeg als de A-reserven kampioen, waardoor Heibos opnieuw promoveerde naar Derde provinciale.